# Georg von Knorring
Nils Georg von Knorring, född 19 november 1926 i Karlstad, död 17 december 2007 i Annedals församling i Göteborg, var en svensk kapellmästare, dirigent, flöjtist, sångpedagog och musiklärare. 
Georg von Knorring, som tillhörde en ointroducerad gren av tysk-svenska ätten Knorring, utbildade sig vid dåvarande Kungliga musikaliska akademien. Han var flöjtist i Gävle orkesterförening, dirigent för Örebro orkesterförening 1950–1951, kapellmästare vid  Stora Teatern i Göteborg från 1951 samt startade Göteborgs Ungdomsorkester 1961. Därefter var han musiklärare vid Burgårdens gymnasium samt verkade som privat musiklärare och sångpedagog. Han var lärare för dirigenten Finn Rosengren. von Knorring är gravsatt i minneslunden på Stampens kyrkogård i Göteborg.